# Затилля-Осада
Затилля-Осада (пол. Zatyle-Osada) — частина міста Любича-Королівська у Польщі, в Люблінському воєводстві Томашовського повіту, ґміни Любича-Королівська.
| Польща | Це незавершена стаття з географії Польщі. Ви можете допомогти проєкту, виправивши або дописавши її. |